# 入境事務大樓縱火案
香港入境事務大樓縱火案，是發生於2000年香港入境事務大樓的一場刑事案件，造成多人傷亡。

## 起因
2000年，香港媒體《新報》透露縱火案早有預謀。當時一名爭取香港居留權的人士向媒體指出，爭取居港權人士中，分「激進」及「保守」兩派，他們在2000年7月31日曾舉行會議，其中激進派主張集體行動，攜帶易燃物體到入境事務處灣仔總部，強迫入境事務處發出香港身份證，但保守派則建議到域多利監獄前絕食抗議，由於雙方意見不一，未有達成協議，結果釀成大禍。

## 事件
2000年8月2日，下午二時許，施君龍與約近30名聲稱擁有居港權的中国大陆人士帶著易燃液體和打火機到入境事務大樓13樓1301室「一般調查組及調查行動組」請願，要求入境事務處人員即時發出香港身分證給他們。但入境事務處拒絕，並且解釋任何人申領香港身分證，必須符合法律規定資格，而且要依例申請，結果該批中國大陸人士不滿，不肯離開。
該批人士不滿意回覆，一直坐到傍晚六時，入境事務處準備關門時，高級入境事務主任梁錦光要求他們離開。惟該批人卻拒絕，並發出噓聲及起哄。其中四人情緒激動，拔出利刀揮舞，並取出數個膠水樽，將其內裝之液體潑灑於地上。入境事務處職員初以為液體為清水，豈料有人隨即點火，液體迅速點燃並起火爆炸，在附近的十名入境事務處職員，包括梁錦光，當場全身著火，火勢更蔓延至其他雜物一發難收。
由於起火地點接近房門，加上房間狹小，40多人擠在房內無法逃生，部分職員雖盡力救火，惟當中竟有人再取出利器，企圖「一鑊熟」向入境事務處職員襲擊，部分傷者手腳受傷，室內的自動灑水系統被觸動灑水。消防處在下午6時01分接到火警報告，而在地下戒備的警員迅速趕上現場，抵達時火勢已被淋熄，但仍冒著濃煙，室內則堆疊有大批傷者，當中多人被燒至重傷，不斷呼叫呻吟。消防處及警方馬上增援，派出大量人手到場救援。救援人員一方面將傷者送院，同時疏散大廈的其他入境處職員及市民。多名傷者在送出時均已皮開肉綻，消防處派出流動醫療車到場，將傷者分流及急救，並分送港島三間醫院搶救，事件中合共有50名男女傷者送院，包括23名入境處職員及27名大陸人。
事件最終釀成2死50傷，高級入境事務主任梁錦光及爭取居港權人士林小星被活活燒死。梁錦光之喪禮於8月20日上午舉行，當日有香港警察樂隊奏哀樂，並把遺體送到浩園安葬。

## 各界回應
時任香港特別行政區行政長官董建華於晚上在署理政務司司長孫明揚、保安局局長葉劉淑儀、衛生福利局局長楊永強、入境事務處處長李少光，及醫管局行政總裁何兆煒陪同下到達東區醫院探望傷者。探望傷者後，董建華向在場記者表示：「我感到非常震驚及憤怒，我們絕對不會容忍這種野蠻、非理性的行為，我們一定會依法追究。剛才我和同事去探望受傷的人，有幾個受傷比較嚴重，使我們很擔心，我們希望他們早日康復，並對他們的家屬表示遺憾。」董建華並表示：「我想在此強調一下，對於那些無居留權的人，他們不應該存有任何不設實際的幻想，政府會堅決執行法庭的判決，因為我們必需要維持香港是一個法治的社會。」
事後葉劉淑儀一再以強硬姿態表示香港是法治社會，所有人必須以合法程序申請來香港，入境事務處和香港警務處等政府部門絕不容許任何人做出罔顧法治的行為。2000年8月3日，李少光與三名入境事務處員工工會開會後會見新聞界。他表示，不會容忍非理性的行為，會即時遣返無司法覆核權的聲稱有居港權人士。李少光在記者會上，指出約有6,000名聲稱擁有居港權的內地人士仍然在港，但由於部分人士正由法庭處理爭取居留權的訴訟，故暫時不會遣返他們。其後再次重申，香港是自由開放的社會，對於合法的示威者會繼續採取容忍態度，至於非理性的行為，他們絕對不會容忍。
此外，入境事務主任協會、入境事務助理員工會、入境事務處人員協會召開記者會，發表對縱火案件的聲明，對今次一小撮滋事份子的暴行表示極度憤慨及不能容忍﹐並希望政府從速予滋事份子依法懲治。
時任財政司司長曾蔭權雖身在澳洲阿德莱德外訪，但對今次事件感到十分震驚及傷感，並對無辜的傷者及其家人致以深切慰問，他強調警方會盡快完成今次的調查，將非法之徒繩之以法。時任香港大律師公會副主席梁家傑表示，大律師公會反對釋法的立場始終未有改變。他認為，有關事件已超越法律問題。他拒絕評論前日火燒入境處事件，但強調不會鼓勵違法行為。

## 審判
2002年2月首被告施君龍被判謀殺及縱火罪名成立，判處終身監禁，另外6人彭漢坤、傅模、林興鑾、楊義坪、楊義炎及周洪川，則因誤殺及縱火罪判監12至13年。7人其後上訴，當中施君龍對謀殺罪判決的上訴得直，被上訴庭改判誤殺罪，監禁14年。7人仍然不服判決，再上訴至香港終審法院，由於原審法官錯誤引導陪審團，7名被告獲撤銷所有控罪，發還高等法院重審。2005年6月16日，施君龍等人在高等法院承認基於嚴重疏忽誤殺梁錦光和林小星，各人因在重審中認罪，可獲得三分一的減刑，施被判入獄8年，其餘6名被告判囚7年4個月；至於縱火罪則不予起訴。施君龍獲改判後在犯人欄稱「5年來我一直無為自己抗辯過，因為其實牽涉更多不公義。我相信今次悲劇是由入境處高層一手造成，李少光（案發時的入境事務處處長）都有份。」

## 後續發展
雖然聲稱擁有居港權的內地人一直都有來香港示威遊行；而爭取子女居港權的家長為求家庭團聚一直沒有放棄爭取子女居港權，但沒有像之前幾次那樣做出一些違法的行為，居港權爭議亦漸漸平息。
入境事務大樓因此事件，在一樓升降機入口處使用了較嚴謹的保安。

### 施君龍獲批來港
2013年施君龍獲批移民香港，有記者發現施君龍在屯門的家庭團聚互助會新界分會出入。後來證實他成功申請單程證到香港定居，並在該會任職董事。36歲的他身材明顯發胖，駕着豪華七人車、身穿名牌牛仔褲、孭着名牌袋，被大眾及媒體形容為「殺人放火金腰帶」。
社會各界對施君龍獲批移民香港的反應不一。前入境事務主任協會主席倪錫水認為「有啲傷痛要放低，當然有人唔會忘記。」他續指，當事人經香港司法制度獲判罪成並服刑，已對其錯誤行為付出代價，如今是依法申請來港，要尊重機制。
當年曾與死者梁錦光共事的入境處人員於報章訪問中說，對於施君龍獲發單程證來港，感到憤慨，認為事件是凸顯單程證制度的荒謬。
不幸殉職的前高級入境事務主任梁錦光的兒子梁文軒亦對施君龍獲批移民香港感到失落，質疑施君龍有否反省過自己所做的事：「施君龍來港，對我最大的衝擊，不是仇恨，而是原則的問題，人誰無過，如果在牢中的日子，他有反省過自己所做的事，他是應該被原諒的，但我從新聞中看到他上訴得直後的表現，很難讓我相信他有在反省。香港讓這樣的人來港，只會增加社會的危險與不安，因此我同意單程證制度的檢討」。